# Естепа де Сан Хуан
Естепа де Сан Хуан (на испански: Estepa de San Juan) е община, разположена в провинция Сория, автономна област Кастилия и Леон, Испания. Според преброяването от 2004 г. на Националния институт по статистика на Испания общината има население от 13 жители.